# O heilges Geist- und Wasserbad

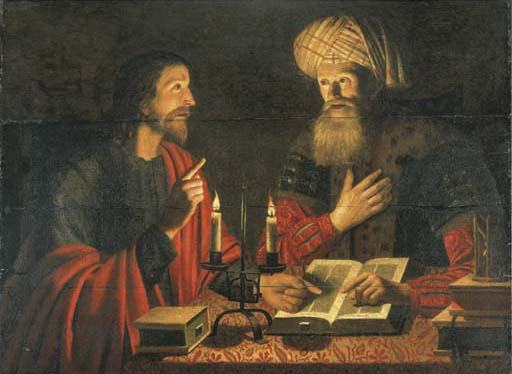
Jesus und Nicodemus, von Crijn Hendricksz. Volmarijn (1616–1645)

O heilges Geist- und Wasserbad (BWV 165) ist eine Kirchenkantate von Johann Sebastian Bach. Er schrieb sie in Weimar für Trinitatis und führte sie am 16. Juni 1715 zum ersten Mal auf.

## Geschichte und Worte
Bach war in Weimar Hoforganist von Johann Ernst von Sachsen-Weimar und wurde am 2. März 1714 zum Konzertmeister ernannt. Damit ging die Aufgabe einher, monatlich eine Kirchenkantate in der Schlosskirche aufzuführen. Er komponierte die Kantate für Trinitatis. Die vorgeschriebenen Lesungen für den Sonntag nach Pfingsten waren Röm 11,33–36 , „Welch eine Tiefe des Reichtums der Weisheit und Erkenntnis Gottes“, und Joh 3,1–15 , das Treffen Jesu und Nikodemus.
Der Kantatentext wurde vom Hofdichter Salomon Franck verfasst und 1715 in der Sammlung Evangelisches Andachts-Opffer veröffentlicht. Der Dichter hält sich eng an das Evangelium und leitet den Anfang von der Bemerkung Jesu ab: „Es sei denn, dass jemand geboren werde aus Wasser und Geist, so kann er nicht in das Reich Gottes kommen“. In Satz 2, einem Rezitativ, führt der Text aus, dass die erwähnte Geburt in der Taufe erfolgt, einem Akt der Gnade Gottes: „Er wird im Geist- und Wasserbade ein Kind der Seligkeit und Gnade“. Satz 3, eine Arie, betrachtet, dass der Bund im Laufe des Lebens immer wieder erneuert werden muss, da der Mensch ihn bricht (Satz 4). Die letzte Arie ist ein Gebet um die Einsicht, dass der Tod Jesu das Heil brachte: „meines Todes Tod“. Der Schlusschoral ist die fünfte Strophe von Ludwig Heimbolds Nun lasst uns Gott dem Herren, die Gottes Wort, Taufe und Abendmahl anspricht.
Bach führte die Kantate wahrscheinlich am 16. Juni 1715 erstmals auf. Eine weitere Aufführung, mit kleinen Änderungen, erfolgte in seinem ersten Amtsjahr in Leipzig, vermutlich um am Sonntag Trinitatis mit ihr den ersten Kantatenzyklus abzuschließen. Die Partitur dieser Aufführung ist erhalten.

## Besetzung und Aufbau
Die Kantate ist kammermusikalisch besetzt mit vier Solisten, Sopran, Alt, Tenor und Bass, vierstimmigem Chor nur im Schlusschoral, Fagott, zwei Violinen, Viola und Basso continuo. Das Fagott wird eigens verlangt, hat jedoch keine selbständige Stimme.
1. Aria (Sopran): O heilges Geist- und Wasserbad
2. Recitativo (Bass): Die sündige Geburt verdammter Adamserben
3. Aria (Alt): Jesu, der aus großer Liebe
4. Recitativo (Bass): Ich habe ja, mein Seelenbräutigam
5. Aria (Tenor): Jesu, meines Todes Tod
6. Choral: Sein Wort, sein Tauf, sein Nachtmahl

## Musik
In der ersten Arie ist das Ritornell eine Fuge, während in den fünf Vokal-Teilen Sopran und Violine I das thematische Material in Imitation behandeln. Diese fünf Teile sind symmetrisch angelegt: A B C B' A'. Das Thema von B ist die Umkehrung von A, das von C ist von Takt 2 des Ritornells abgeleitet. Alfred Dürr sieht die Form in Verbindung zum Thema des Evangeliums, der Geburt aus Wasser und Geist. Das erste Rezitativ ist secco, doch nähern sich hervorgehobene Textabschnitte dem Arioso. Die zweite Arie, nur vom Continuo begleitet, wird von einem ausdrucksvollen Motiv beherrscht, das einige Sextsprünge aufwärts aufweist. Es wird instrumental vorgestellt und von der Singstimme in vier Abschnitten übernommen. Das zweite Rezitativ wird von den Streichern begleitet und intensiviert den Text durch etliche Melismen, die Bezeichnung adagio auf die Worte „hochheiliges Gotteslamm“ und durch Melodien in der Begleitung. Die letzte Arie, in der die Schlange erwähnt wird, stellt deren Windungen musikalisch dar. Die Kantate wird beschlossen mit einem schlichten vierstimmigen Choralsatz.

## Einspielungen
- Die Bach Kantate Vol. 38. Helmuth Rilling, Gächinger Kantorei, Bach-Collegium Stuttgart, Arleen Augér, Alyce Rogers, Kurt Equiluz, Wolfgang Schöne. Hänssler, 1976.
- J. S. Bach: Das Kantatenwerk, Folge 39. Gustav Leonhardt, Tölzer Knabenchor, Collegium Vocale Gent, Leonhardt-Consort, Solist des Tölzer Knabenchores, Paul Esswood, Kurt Equiluz, Max van Egmond. Teldec, 1987.
- J. S. Bach: Complete Cantatas Vol. 3. Ton Koopman, Amsterdam Baroque Orchestra & Choir, Caroline Stam, Elisabeth von Magnus, Paul Agnew, Klaus Mertens, Antoine Marchand 1997
- J. S. Bach: Cantatas Vol. 4 – Man singet mit Freuden, Cantatas 49, 145, 149, 174 (Cantatas from Leipzig 1726–1729). Masaaki Suzuki, Bach Collegium Japan, Aki Yanagisawa, Akira Tachikawa, Makoto Sakurada, Stephan Schreckenberger. BIS Records, 1996.
- Bach Edition Vol. 5 – Cantatas Vol. 2. Pieter Jan Leusink, Holland Boys Choir, Netherlands Bach Collegium, Ruth Holton, Sytse Buwalda, Nico van der Meel, Bas Ramselaar. Brilliant Classics, 1999.
- Bach Cantatas Vol. 27: Blythburgh/Kirkwell / For Whit Tuesday/For Trinity Sunday. John Eliot Gardiner, Monteverdi Choir, English Baroque Soloists, Ruth Holton, Daniel Taylor, Paul Agnew, Peter Harvey. Soli Deo Gloria, 2000.